# كيث سيمبسون (لاعب كرة قدم أمريكية)
كيث سيمبسون (بالإنجليزية: Keith Simpson)‏ هو لاعب كرة قدم أمريكية أمريكي، ولد في 9 مارس 1956 في ممفيس في الولايات المتحدة.

## وصلات خارجية
- كيث سيمبسون على موقع مرجع كرة القدم المحترفة.كوم (الإنجليزية)